# Mikhail Fridman
Mikhail Marátovitsj Fridman (russisk: Михаил Маратович Фридман tr. Mikhail Maratovitj Fridman ; født 26. juni 1963) er en russisk milliardær og entreprenør. Han er oprindelig fra Lvov i Ukraine og kom til Moskva for at studere metal i 1980'erne.
Fridman ejer over fyrre procent af aktierne i Alfa Group Consortium. Blandt firmaer han er delejer af gennem Alfa Group er teleselskaberne Megafon og VimpelCom. Ifølge Forbes er han Ruslands tredje rigeste mand, med værdier for 12.7 milliarder USD. Fridman var en af de såkaldte oligarker som hjalp Boris Jeltsin med at blive genvalgt i 1996.

## Politisk engment og jødisk aktivisme
I 2005 blev Fridman medlem af en statslig russisk komité (Общественная палата Российской Федерации) som holder opsyn med Ruslands parlament og regering. Samme år efterfulgte han Sergej Karaganov som Ruslands repræsentant i den amerikanske tænketank CFR.
Fridman støtter aktivt op om jødiske initiativer i Rusland og Europa. I 1996 deltog han i grundlæggelsen af Ruslands jødiske kongress (Российский еврейский конгресс) og sidder nu i styret i organisationen. Han er en generøs økonomisk bidragsyder til organisationen European Jewish Fund, som bekæmper antisemitisme, antizionisme, jødisk assimilation og europæisk nationalisme.

## Konflikter med Telenor og BP
Alfagruppen og Telenor har ligget i retsstridigheder over hele verden, og Fridman omtales som Telenors ærkefjende. Ifølge amerikanske ambassadenotater som er lækket via WikiLeaks, har BP kæmpet mod Fridman om kontrollen i olieselskabet TNK-BP. BPs ledere følte, at Fridman havde Ruslands politiske lederskab med på fortaget: Enten det, eller Mikhail Fridman styrer landet.